# Ligusticum gyirongense
Ligusticum gyirongense är en flockblommig växtart som beskrevs av R.H.Shan och Ho Tseng Chang. Ligusticum gyirongense ingår i släktet strandlokor, och familjen flockblommiga växter. Inga underarter finns listade i Catalogue of Life.